# Phaenocarpa umbrinervis
Phaenocarpa umbrinervis är en stekelart som beskrevs av Fischer 1974. Phaenocarpa umbrinervis ingår i släktet Phaenocarpa och familjen bracksteklar. Inga underarter finns listade i Catalogue of Life.